# Wieczór na dworcu w Kansas City
Wieczór na dworcu w Kansas City – utwór z repertuaru zespołu Skaldowie, skomponowany przez Andrzeja Zielińskiego, do tekstu Agnieszki Osieckiej. Piosenka jest utrzymana w swingującym stylu retro, nawiązującym do lat międzywojennych. Jest to jeden z licznych przebojów zespołu. Po raz pierwszy nagrany został dla Polskiego Radia, w grudniu 1968 roku. W lutym 1969, Skaldowie nagrali go na swój trzeci album – „Cała jesteś w skowronkach”. Utwór od czasu powstania do dziś, znajduje się w repertuarze koncertowym zespołu.

## Muzycy biorący udział w nagraniu
- Andrzej Zieliński – fortepian, śpiew;
- Jacek Zieliński – skrzypce;
- Konrad Ratyński – gitara basowa;
- Jerzy Tarsiński – gitara;
- Krzysztof Paliwoda – gitara;
- Jan Budziaszek – perkusja.